# Gloire (rzeka)
Gloire – rzeka we Francji, przepływająca przez teren departamentu Manche, o długości 17,7 km. Stanowi dopływ rzeki Douve.